# Nicolette (Musikerin)
Nicolette Suwoton (* 7. Januar 1964 in Glasgow) ist eine britische Singer-Songwriterin und DJ im Bereich Electronica. 

## Leben und Karriere
Nicolette ist Tochter nigerianischer Einwanderer. Ihre Karriere begann 1990, als ihr Gesang bei Dance-Produktionen des Labels Shut up and Dance zu hören war. Hier erschien 1992 ihr Solodebütalbum. 1994 steuerte sie zwei Songs für das Album Protection der Band Massive Attack bei. 

## Diskografie

### Alben
- 1992: Now is Early (Shut up and Dance)
- 1996: Let No-one Live Rent Free in your Head (Talking`Loud)
- 1997: DJ-Kicks 6 (!K7)
- 2005: Life Loves Us (Early Records)